# Großmarkt Dortmund
Der Großmarkt Dortmund ist der Großmarkt in Dortmund. Die auf dem Markt vertretenen Großhändler und Importeure sind auf leicht verderbliche Lebensmittel aus der gesamten Welt spezialisiert. Schwerpunkte bilden dabei die Warenbereiche Obst, Gemüse und Fisch. Der Großmarkt versorgt etwa 3,5 Millionen Endverbraucher.

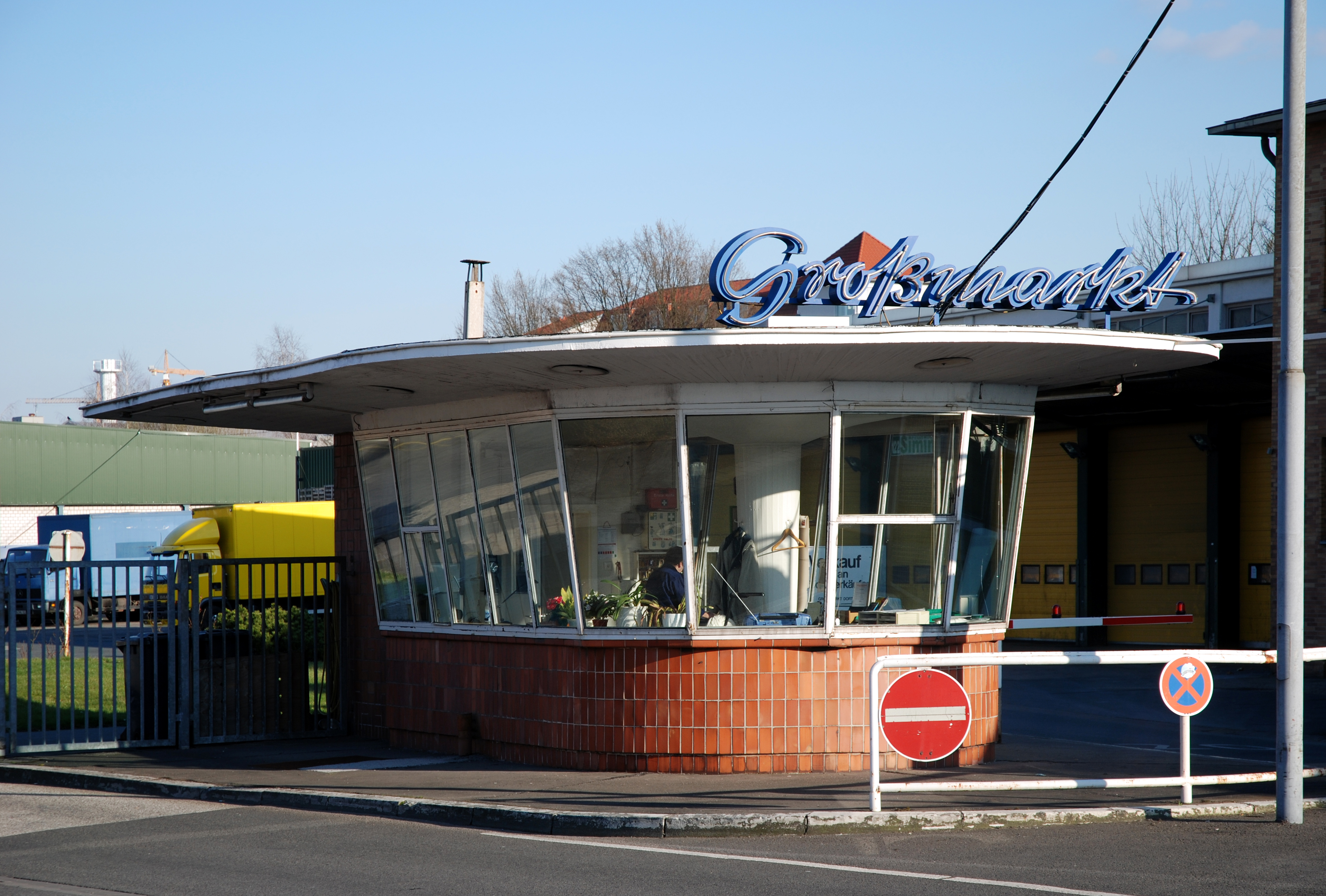
1950er-Jahre-Architektur am Großmarkt Dortmund

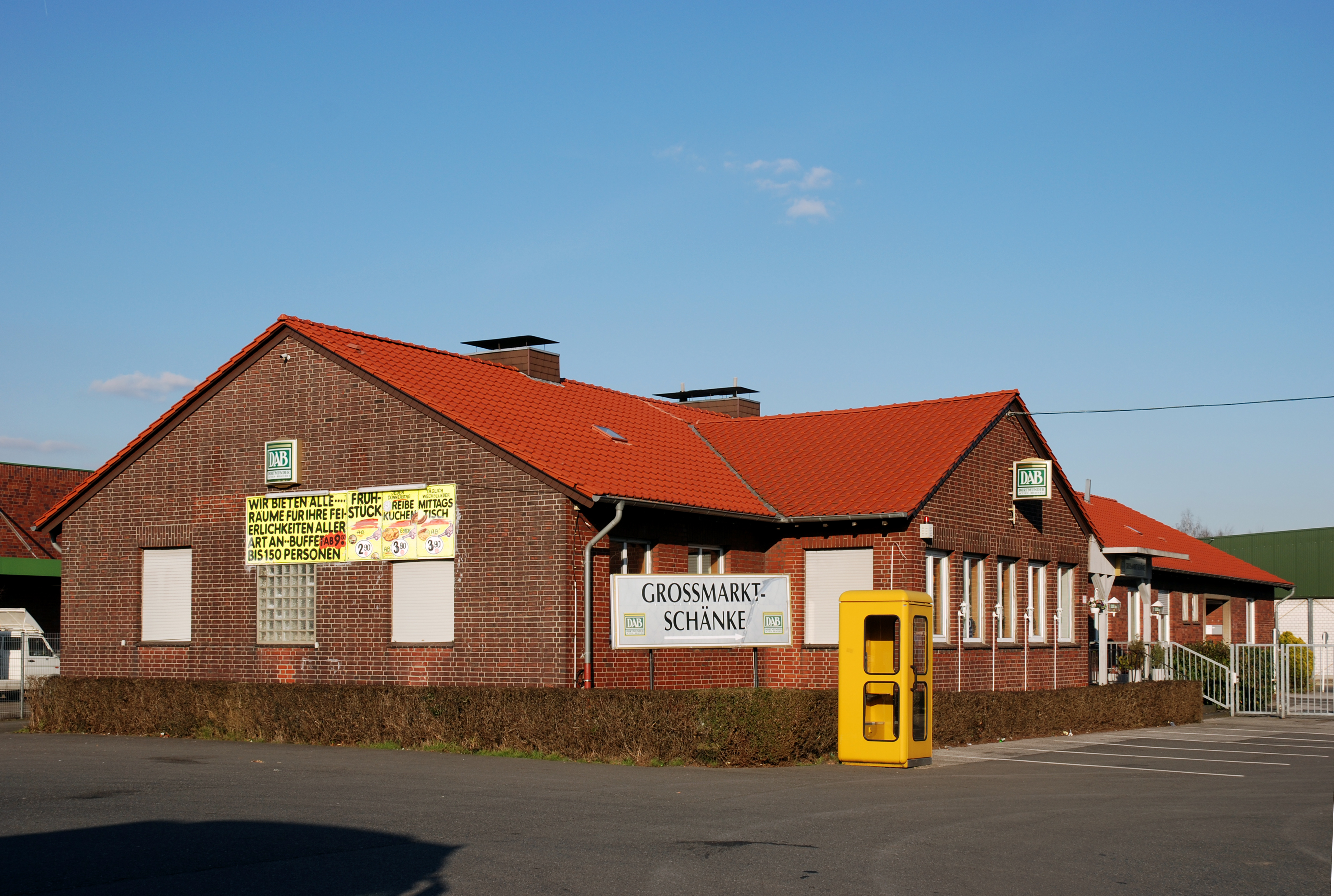
Großmarkt-Schänke

Der erste, 1922 von der Stadt gegründete Dortmunder Großmarkt lag im Zentrum der Stadt. Die Anlagen wurden bei einem Bombenangriff während des Zweiten Weltkriegs zerstört. Die jetzige Anlage wurde zwischen 1951 und 1952 vom Bauunternehmen Hanebeck auf dem Gelände des ehemaligen Bahnhofs Dortmund-Süd am Heiligen Weg 60 auf einer Fläche von über 58.000 m² errichtet. Die Hallen wurden im Pavillonstil gebaut, die Architektur der 1950er-Jahre zeigt sich heute etwa am Eingangsgebäude.
Technisches Grundprinzip ist die räumliche Trennung von Warenanlieferungen per Bahn oder LKW an der Rückfront und Verkauf an der Innenseite. 1976 organisierten sich die 25 beteiligten Einzelunternehmen in der Großmarkt Dortmund eG. Diese Genossenschaft erwarb Gelände und Gebäude für 2,5 Millionen DM. 1989/90 wurden die Gebäude grundlegend renoviert. Durch eine Wertstoffsortieranlage wurde das Recycling von Abfällen systematisiert.
Wichtigste Kunden sind 1.100 Einzel- und Wochenmarkthändler, Hotels, Restaurants, Filialbetriebe, Krankenhäuser und Heime, aber auch Imbissbetriebe und Kantinen. Dabei wird Obst und Gemüse im Wert von circa 250 Millionen Euro umgeschlagen, die Warenmenge beträgt jährlich etwa 200.000 t.
Die Großmarktschänke war und ist aufgrund ihrer nächtlichen Öffnungszeiten ein Treffpunkt von Markt- und Einzelhändlern sowie Nachtschwärmern.